# Bitwa o Belchite
Bitwa o Belchite – jedna z bitew hiszpańskiej wojny domowej stoczona w dniach 24 sierpnia – 6 września 1937 roku w czasie operacji zaczepnej prowadzonej przez wojska republikańskie na Saragossę.

## Przebieg bitwy o Belchite w ramach operacji saragoskiej

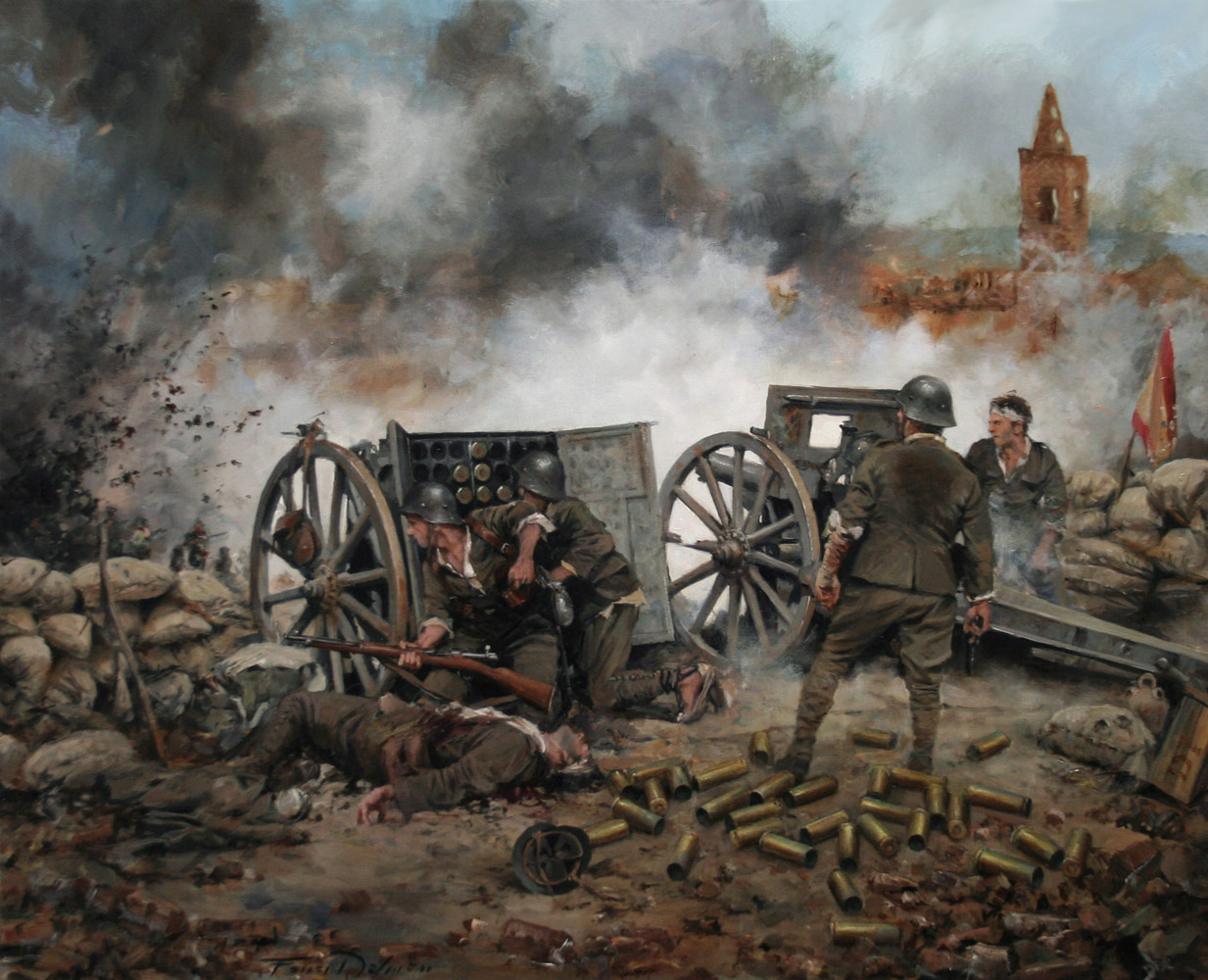
Bitwa o Belchite w malarstwie

Celem kolejnej ofensywy prowadzonej przez wojska republikańskie w czasie której doszło do bitwy o twierdzę Belchite było odciążenie wojsk republikańskich walczących na innych frontach przede wszystkim w prowincjach północnych.
Jednostkami wyznaczonymi do ataku oprócz armii hiszpańskich były Brygady Międzynarodowe. Ofensywa była prowadzona z użyciem wojsk pancernych i lotnictwa wyposażonego w sprzęt produkcji radzieckiej, czołgi T-26 i samoloty Polikarpow I-16. Do pierwszych walk pod twierdzą Belchite doszło 24 sierpnia. Frankiści byli dobrze przygotowani do obrony. Twierdzy broniło od 3000 do 7000 ludzi.
Oddziały Franco 30 sierpnia wykonały kontratak, aby pomóc broniącemu się Belchite, ale został on zatrzymany przez 45 dywizję wojsk republikańskich, co zadecydowało o losie broniącego się Belchite. Twierdza zostało zdobyta 6 września 1937 przez wojska republikańskie. W czasie operacji zaczepnej na Saragossę, osiągnięto jedynie cele taktyczne, m.in. zdobyto twierdzę Belchite. Cele strategiczne polegające na zdobyciu Saragossy i odciążeniu Front Północnego nie zostały osiągnięte.
W operacji saragoskiej wyróżniła się 35 dywizja dowodzona przez gen. Karola Świerczewskiego oraz XIII Brygada Międzynarodowa im. Jarosława Dąbrowskiego.    